# Brian Willoughby
Brian Willoughby (20. září 1949) je anglický kytarista. Pracoval sólově i s mnohými umělci (viz diskografie níže). Ke skupině Strawbs se připojil v roce 1979.

## Diskografie
(Vydáno v UK pokud není uvedeno jinak)

### Alba

#### Sólově
- Black and White
- Fingers Crossed (2005)

#### S jinými umělci
- Old School Songs – s Dave Cousinsem (1979)
- Suspended Animation – The Monks (Canada 1981)
- Don't Say Goodbye – Strawbs (1987)
- Ringing Down the Years – Strawbs (1991)
- The Bridge – with Dave Cousins (1994)
- Other Voices, Too (A Trip Back to Bountiful) – Nanci Griffith (1998)
- Baroque & Roll – Acoustic Strawbs (2001)
- Pigg River Symphony – Cathryn Craig (2001)
- I Will – s Cathryn Craig (2002)
- Blue Angel – Strawbs (2003)
- Live at the Royal Festival Hall – Mary Hopkin (2005)
- Calling All Angels – Cathryn Craig (2009)

### Singly
- "The King" – Strawbs (1979)
- "That's When the Crying Starts" – Strawbs (Canada 1987)
- "Let it Rain" – Strawbs (Canada 1987)
- "Might as Well Be on Mars" – Strawbs (Canada 1991)
- "Alice's Song" – Acoustic Strawbs (2002)
- "Alice's Song" - Craig & Willoughby (2009)
- "Calling All Angels" - Craig & Willoughby (2009)
- "Rumours of Rain" - Folk for Peace (2010)

### DVD
- Complete Strawbs: The Chiswick House Concert (2002)
- Acoustic Strawbs Live in Toronto (2004)
- Rumours of Rain—Folk for Peace (2010)